# Кен Джей
Кен Джей (имя при рождении Кеннет Лэкей; род. 10 июня 1971, штат Иллинойс, США — американский музыкант, который выступал за коллектив Static-X c 1994 по 2002 год, получил известность как оригинальный барабанщик группы Static-X.

## Карьера
Джей родился в округе Вермилион, штат Иллинойс. Джей рано начал играть на барабанах и в начале своей карьеры играл на барабанах в паре метал-групп в центральном Иллинойсе, прежде чем отправиться на север, в Чикаго. Джей был барабанщиком в Deep Blue Dream, группе, в которую также входил Уэйн Статик, и в какой-то момент проходил прослушивание в Smashing Pumpkins, но Билли Корган сказал, что он "слишком металлический", чтобы быть в группе. Он стал соучредителем Static-X вместе с Уэйном Статиком в 1994 году. Джей играл на барабанах на первых двух альбомах группы, Wisconsin Death Trip и Machine, но прежде чем Static-X смогли приступить к записи своего третьего альбома, Shadow Zone, он покинул группу из-за музыкальных и политических разногласий. Тем не менее, Джей все равно добавил в альбом дополнительные клавишные.
Вскоре после своего ухода он на короткое время присоединился к Godhead в качестве запасного барабанщика. В течение нескольких лет он держался в стороне от внимания средств массовой информации.
В 2010 году Джей вернулся в музыку, чтобы спродюсировать дебютный альбом техасской группы Blood Red Summer. Он связался с группой через их гитариста Эрика Финчера, который работал с Джеем в магазине Virgin Records в Лос-Анджелесе, Калифорния, а позже долгое время был гитарным техником Static-X. После вирусной инфекции он потерял большую часть слуха на правое ухо.
23 октября 2018 года было объявлено, что Джей – вместе с двумя другими участниками оригинального состава, басистом Тони Кампосом и гитаристом Коичи Фукудой – воссоединятся со Static-X, которые планируют выпустить новый альбом и отправиться в тур в 2019 году в честь памяти Уэйна Статика.
В июне 2019 года Кен Джей и Росс Хэмил (вокалист Blood Red Summer) воссоединились в Далласе, штат Техас, во время одного из мемориальных туров 20-летия Wisconsin Death Trip. В начале 2020 года Хэмил обратился к Джею с просьбой внести свой вклад в программирование / сэмплирование песни под названием The Monster Within для новой группы Хэмила LABOR XII с их дебютного альбома MONSTERS. The Monster Within - это дань уважения Уэйну Статику, в нем представлены клавишные и программирование от Кена Джея.